# Foëcy

Foëcy este o comună în departamentul Cher, Franța. În 1 ianuarie 2022 avea o populație de 2.052 de locuitori.